# Bozoó
Bozoó è un comune spagnolo di 109 abitanti situato nella comunità autonoma di Castiglia e León, nella comarca di Ebro.

## Località
Il comune, oltre al capoluogo, comprende le seguenti località:
- Portilla
- Villanueva Soportilla